# Eupithecia compactata
Eupithecia compactata là một loài bướm đêm trong họ Geometridae.